# Hydrotaea ignava
Hydrotaea ignava är en tvåvingeart som först beskrevs av Harris 1780.  Hydrotaea ignava ingår i släktet Hydrotaea och familjen husflugor. Arten är reproducerande i Sverige. Inga underarter finns listade i Catalogue of Life.

## Bildgalleri

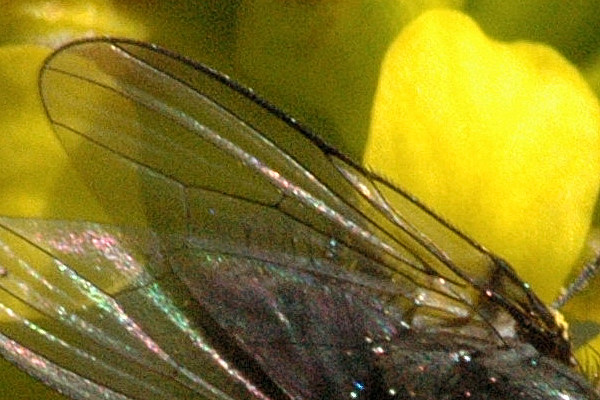
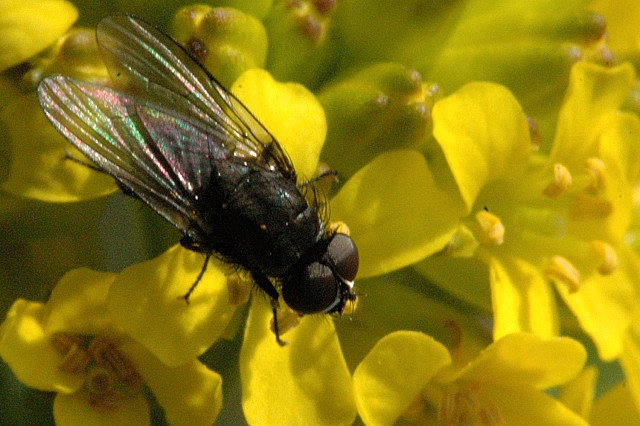